# Champagne A.R. Lenoble
A.R. Lenoble est une maison de Champagne fondée en 1920 par Armand-Raphaël Graser et implantée à Damery. Elle demeure, jusqu'à la prise de participation majoritaire par la famille Frère-Gallienne en 2023, l’une des rares maisons de Champagne qui soit restée familiale et entièrement indépendante depuis sa fondation. 
La maison, dirigée de 1993 à 2023 par ses arrière-petits-enfants Anne et Antoine Malassagne, possède en propre un vignoble de 18 hectares avec une production annuelle fixée volontairement à 340 000 bouteilles et élaborée en plusieurs cuvées. Le vignoble se situe majoritairement à Chouilly (10 ha), village classé Grand Cru pour le Chardonnay dans la Côte des Blancs, à Bisseuil (6 ha), village classé Premier Cru pour le Pinot Noir sur la Montagne de Reims et à Damery (2,5 ha), village de la Vallée de la Marne. Après plus de 20 ans de pratiques respectueuses de l’environnement mises en place dans l’exploitation viticole, le domaine a obtenu en septembre 2012 la certification « Haute Valeur Environnementale » devenant ainsi le deuxième domaine après Bollinger à la recevoir en Champagne.

## Histoire
Armand-Raphaël Graser, courtier en vins, quitte son Alsace natale en 1915 pour s’établir en Champagne, au début de la Première Guerre mondiale. Il s’installe à Damery, un village situé entre Cumières et Hautvillers, sur les berges de la Marne, à moins de 6 kilomètres d’Épernay. Il achète une bâtisse datant de 1772 qui devient sa demeure familiale et la maison dans laquelle il va élaborer ses vins. Ce bâtiment, dont les encadrements de fenêtres en briques rouges soulignent le caractère champenois, reste encore à ce jour le siège de la Maison AR Lenoble.
C'est en 1920 qu'il commence à produire et vendre du champagne tout en continuant son activité de négociant, sous les marques Grande Marne et Fleur de Marne. Ne voulant pas utiliser son patronyme à consonance germanique à cette époque particulière de l’histoire, il baptise ensuite ses vins du nom de « Lenoble », afin de « rendre hommage au noble breuvage de sa région », et fait précéder ce nom par les initiales de ses prénoms « A.R. ». C'est ainsi que le nom de la marque est créé,,.
Armand-Raphaël Graser meurt accidentellement en 1947. La gestion de l'entreprise est reprise par son fils Joseph Graser. Celui-ci abandonne la conduite des affaires en 1973 à un neveu, Jean Malassagne, qui lui-même la transmet à sa fille Anne Malassagne en 1993, laissant ainsi une quatrième génération prendre la main, et réagir face à des difficultés économiques. Elle est rejointe trois années plus tard par un de ses frères, Antoine,. 
La maison inaugure en 2017 une salle de réception et de dégustation professionnelle ainsi qu'une cuisine ultramoderne au siège de Damery permettant d'organiser des ateliers de cuisine,. Après la remise en état de la « loge », petite cabane construite au cœur des vignes à Bisseuil par le grand-père en 1947, le producteur y propose à ses clients des pique-niques et des déjeuners champenois. Ce type d'édifice autrefois fréquent dans les vignes servait de lieu de stockage et de refuge aux travailleurs viticoles. Le parc naturel régional de la Montagne de Reims a recensé et référencé 120 maisons similaires encore debout.
AR Lenoble est ainsi dirigé par la quatrième génération de la famille. Anne et Antoine se chargent de tous les aspects de la gestion de l’entreprise : Antoine prend soin des vignes et élabore les vins, tandis qu’Anne a la responsabilité de la gestion administrative, du marketing et de la communication, aidés par une équipe d'une douzaine de personnes,.
En 2023, la famille Frère-Gallienne, notamment copropriétaire du château Cheval Blanc, devient actionnaire majoritaire et prend le contrôle de la maison,.

## Vins et cuvées
Chaque année, lors des vendanges, les raisins sont cueillis à la main, garantissant une sélection de qualité des raisins. Les rendements sont délibérément maintenus bas comparés aux rendements moyens pratiqués en Champagne, et dans l’élaboration des vins, seule la « Cuvée » issue de la première presse du raisin est utilisée, jamais la « Taille ». Trois pressoirs « Coquard », de 30 à 45 ans d'âge, sont utilisés à cette étape. Les vins sont produits de façon traditionnelle. 
C'est aussi un producteur champenois qui intègre du Chardonnay Grand Cru dans tous les vins de sa gamme. Les vins de réserve sont élevés en foudres (5 000 l) ou en petits fûts de Bourgogne (225 l) et les bouteilles vieillissent pendant un minimum de 3 ans. Les vins sont conservés en dépassant largement le temps exigé par la réglementation (15 mois) dans les caves naturelles de la maison, taillées dans la craie, à une température constante de 10 à 11 °C toute l’année et un taux d'hygrométrie de 85 %. 
La maison propose neuf champagnes répartis sur trois gammes, variant les dosages dans l'assemblage entre Chardonnay et Pinot,,.